# Кетелер, Дезире
Дезире Кетелер (нидерл. Désiré Keteleer;  13 июня 1920, Андерлехт,  Бельгия — 17 сентября 1970, коммуна Ребек, провинция Валлонский Брабант, Бельгия ) — бельгийский профессиональный шоссейный велогонщик в 1942-1961 годах. Победитель этапов на "Гранд-турах" Тур де Франс и Джиро д’Италия, многодневной велогонки Тур Романдии (1947), классической однодневной велогонки Флеш Валонь (1946).

## Достижения
1943
3-й Флеш Валонь
9-й Париж — Тур
1945
3-й Тур Бельгии — Генеральная классификация
1-й — Этапы 3 и 5
3-й Нокере Курсе
10-й Омлоп Хет Ниувсблад
1946
1-й Флеш Валонь
7-й Тур Бельгии — Генеральная классификация
1-й — Этап 5
8-й Тур Люксембурга — Генеральная классификация
1947
1-й Тур Романдии — Генеральная классификация
1-й — Этапы 1b и 2
1-й — Этапы 6 и 7 Тур Швейцарии
1-й Tour des onze villes
1948
1-й — Этап 11 Джиро д’Италия
1949
1-й — Этап 15 Тур де Франс
2-й Тур Нидерландов — Генеральная классификация
8-й Омлоп Хет Ниувсблад
1950
Тур Германии
1-й  — Горная классификация
1-й — Этапы 5, 8, 13 и 17
1-й — Этап 3 Вуэльта Каталонии
1-й — Этап 2 Тур Романдии
3-й Чемпионат Цюриха
1952
1-й — Этап 11 Джиро д’Италия
1-й — Этап 1 Тур Швейцарии
5-й Париж — Ницца — Генеральная классификация
6-й Париж — Рубе
7-й Тур Фландрии
9-й Вызов Дегранж-Коломбо (вместе с Раймондом Импанисом)
9-й Флеш Валонь
1953
2-й Тур Фландрии
2-й Гран-при Зоттегема
5-й Гент — Вевельгем
8-й Париж — Рубе
1954
7-й Милан — Сан-Ремо
1955
2-й Гент — Вевельгем
3-й Тур Лимбурга
1956
3-й Гент — Вевельгем
6-й Льеж — Бастонь — Льеж
1957
2-й Париж — Ницца — Генеральная классификация
1-й — Этап 1
8-й Париж — Брюссель
9-й Джиро дель Эмилия
10-й Тур Фландрии
1958
1-й — Этап 5 Тур Швейцарии
2-й Джиро ди Сардиния
3-й Гран-при Антиба

## Статистика выступлений

### Гранд-туры
| Гранд-тур                 | 1948 | 1949 | 1950 | 1951 | 1952 | 1953 | 1954 | 1955 | 1956 | 1957 | 1958 | 1959 |
| ------------------------- | ---- | ---- | ---- | ---- | ---- | ---- | ---- | ---- | ---- | ---- | ---- | ---- |
| Джиро д’Италия            | НФ   | —    | 42   | 60   | 33   | —    | —    | 59   | —    | —    | 29   | 30   |
| Тур де Франс              | —    | 34   | —    | —    | —    | —    | —    | —    | —    | 17   | —    | —    |
| (c 2010 ) Вуэльта Испании | —    | НП   | —    | НП   | НП   | НП   | НП   | —    | —    | —    | —    | —    |

| —  | Не участвовал        |
| НП | Гонка не проводилась |
| НФ | Не финишировал       |